# Glória (série de televisão)
Glória é uma série de televisão portuguesa de thriller de espionagem e ação, criada e escrita por Pedro Lopes, produzida pela SPi e RTP, realizada por Tiago Guedes.
Estreou a 5 de novembro de 2021 na plataforma de streaming Netflix.

## Sinopse
Em 1968, Glória do Ribatejo fervilha de espiões, mentiras e segredos, João Vidal, engenheiro na Rádio Europa Livre, joga em todas as frentes da Guerra Fria em Portugal.

## Elenco

### Elenco principal
- Miguel Nunes como João Vidal
- Matt Rippy como James Wilson
- Stephanie Vogt como Anne O'Brien Wilson
- Carolina Amaral como Carolina
- Afonso Pimentel como Gonçalo
- Victória Guerra como Mia
- Adriano Luz como Alexandre Petrovsky
- Augusto Madeira como Miguel
- Leonor Silveira como Madalena Vidal
- Ana Neborac como Irina
- João Pedro Vaz como Ramiro
- João Arrais como Fernando
- Marcello Urgeghe como Henrique Vidal
- Maria João Pinho como Sofia
- Jimmy Taenaka como Bill

### Elenco recorrente
- Adriano Carvalho como Tomé
- Fernando Pires como Hernâni
- João Estima como Bernardino
- Sílvia Filipe como Vitalina
- Luís Araújo como Elias
- Rita Durão como Nazaré
- Rodrigo Tomás como Mário
- Sandra Faleiro como Ermelinda
- Carloto Cotta como Brito
- Tónan Quito como Luís
- Rafael Morais como Domingos
- Ana Sofia Martins como Theresa
- Cláudio da Silva como Horácio
- Álvaro Correia como Padre Martinho
- Jorge Andrade como Jaime Ramos
- João Pedro Mamede como Zé Mudo
- Gonçalo Waddington como César
- Jim Sturgeon como Ronald Parker
- Vicente Gil como Roberto
- Rita Cabaço como Otília
- Teresa Madruga como Alcina
- Stewart Alexander como Ambassador Ryan Marshal
- Joana Ribeiro como Ursula
- Albano Jerónimo como Dassaev
- Pêpê Rapazote como Embaixador Americano
- Inês Castel-Branco como Enfermeira Lourdes

## Episódios
| N.º na série | N.º na temp. | Título                              | Dirigido por | Escrito por                                                                                                 | Exibição original     |
| --- | ------------ | ----------------------------------- | ------------ | --- | --------------------- |
| 1 | 1            | "Rumo à Vitória"                    | Tiago Guedes | Mafalda Cordeiro & Mário Cunha & Inês Gomes & Pedro Lopes & Marina Ribeiro & Rita Roberto                   | 5 de novembro de 2021 |
| Em 1968, João começa a trabalhar na RARET, em Glória do Ribatejo, na linha da frente da Guerra Fria onde se luta pelo coração e pelo intelecto dos europeus.               |              |                                     |              | |                       |
| 2 | 2            | "A Absolvição Absolve-nos da Culpa" | Tiago Guedes | Inês Gomes & Pedro Lopes & Filipa Poppe & Rita Roberto & Miguel Simal & André Tenente                       | 5 de novembro de 2021 |
| O perigo aproxima-se quando james tenta encontrar o culpado pelo desaparecimento da bobina. Ursula arrisca a pele por João, que vive atormentado pelas memórias da guerra. |              |                                     |              | |                       |
| 3 | 3            | "A Pátria Não Se Discute"           | Tiago Guedes | Mafalda Cordeiro & Mário Cunha & Inês Gomes & Pedro Lopes & Marina Ribeiro                                  | 5 de novembro de 2021 |
| Rapidamente, a operação complica-se. João ouve uma conversa e confronta Gonçalo. Uma peça de piano a quatro mãos dá Alexandre o pretexto para revelar as suas suspeitas.   |              |                                     |              | |                       |
| 4 | 4            | "A Morte Nunca é Natural"           | Tiago Guedes | Inês Gomes & Pedro Lopes & Filipa Poppe & Rita Roberto & Miguel Simal & André Tenente                       | 5 de novembro de 2021 |
| Após a autópsia, James pressiona Miguel. Anne organiza um serão pródigo em comida, bebida e troca de informações confidenciais. Carolina realiza um sonho.                 |              |                                     |              | |                       |
| 5 | 5            | "Olhar a Lua de Baixo"              | Tiago Guedes | Inês Gomes & Pedro Lopes & Filipa Poppe & Rita Roberto & Miguel Simal & André Tenente                       | 5 de novembro de 2021 |
| James pede a João que escolte um desertor soviético, mas irá ele mudar de ares apenas ou também de lado? Carolina encontra um porto seguro e o mistério de Mia adensa-se.  |              |                                     |              | |                       |
| 6 | 6            | "O Infortúnio"                      | Tiago Guedes | Inês Gomes & Pedro Lopes & Manuel Mora Marques & Filipa Poppe & Rita Roberto & Miguel Simal & André Tenente | 5 de novembro de 2021 |
| Com a guerra a aquecer em todas as frentes, James interroga João. Fernando fica debaixo de fogo e Henrique ascende a uma posição-chave. A CIA lança uma caça à toupeira.   |              |                                     |              | |                       |
| 7 | 7            | "A Fuga..."                         | Tiago Guedes | Inês Gomes & Pedro Lopes & Manuel Mora Marques & Filipa Poppe & Rita Roberto & Miguel Simal & André Tenente | 5 de novembro de 2021 |
| Uma noite difícil dá lugar a um dia ainda mais penoso. Desesperado e em risco de ser desmascarado, João pede ajuda a Carolina. Bill descobre um segredo do Dr. Miguel.     |              |                                     |              | |                       |
| 8 | 8            | "Virtudes Públicas"                 | Tiago Guedes | Inês Gomes & Pedro Lopes & Manuel Mora Marques & Filipa Poppe & Rita Roberto & Miguel Simal & André Tenente | 5 de novembro de 2021 |
| Vigiado de perto, João vale-se do seu raciocínio rápido no hospital. Anne revela as suas suspeitas e Alexandre interroga Miguel. Uma ida ao psiquiatra revela um segredo.  |              |                                     |              | |                       |
| 9 | 9            | "A Toupeira"                        | Tiago Guedes | Inês Gomes & Pedro Lopes & Manuel Mora Marques & Filipa Poppe & Rita Roberto & Miguel Simal & André Tenente | 5 de novembro de 2021 |
| Sofia regressa ao local do incêndio, e Parker não passa despercebido na RARET. Um conflito irrompe quando João tenta deslindar um misterioso assassinato.                  |              |                                     |              | |                       |
| 10 | 10           | "Homem Novo"                        | Tiago Guedes | Inês Gomes & Pedro Lopes & Manuel Mora Marques & Filipa Poppe & Rita Roberto & Miguel Simal & André Tenente | 5 de novembro de 2021 |
| Do desespero à esperança, João recorda o passado e comtempla o futuro. Anne recebe uma má notícia e Gonçalo tem a sua paga. Todos os caminhos levam a um final explosivo.  |              |                                     |              | |                       |